# Dziektarzewo (gromada)
Dziektarzewo – dawna gromada, czyli najmniejsza jednostka podziału terytorialnego Polskiej Rzeczypospolitej Ludowej w latach 1954–1972.
Gromady, z gromadzkimi radami narodowymi (GRN) jako organami władzy najniższego stopnia na wsi, funkcjonowały od reformy reorganizującej administrację wiejską przeprowadzonej jesienią 1954 do momentu ich zniesienia z dniem 1 stycznia 1973, tym samym wypierając organizację gminną w latach 1954–1972.
Gromadę Dziektarzewo z siedzibą GRN w Dziektarzewie utworzono – jako jedną z 8759 gromad na obszarze Polski – w powiecie płońskim w woj. warszawskim, na mocy uchwały nr VI/10/14/54 WRN w Warszawie z dnia 5 października 1954. W skład jednostki weszły obszary dotychczasowych gromad Dziektarzewo, Goszczyce, Goszczyce-Poświętne, Ogonowo, Polesie, Rybitwy Zamoście(), Strzeszewo i Wiesiółka ze zniesionej gminy Sarbiewo w powiecie płońskim oraz obszar dotychczasowej gromady Luszewo ze zniesionej gminy Młock w powiecie ciechanowskim (woj. warszawskie). Dla gromady ustalono 15 członków gromadzkiej rady narodowej.
29 lutego 1956 z gromady Dziektarzewo wyłączono wieś Luszewo włączając ją do gromady Glinojeck w powiecie ciechanowskim.
31 grudnia 1959 do gromady Dziektarzewo przyłączono wieś Pieńki Rzewińskie ze znoszonej gromady Rzewin oraz wieś Śródborze ze znoszonej gromady Drozdowo w tymże powiecie.
Gromada przetrwała do końca 1972 roku, czyli do kolejnej reformy gminnej.